# Gouvernement Espot Zamora I
Principauté d'Andorre
Martí Espot Zamora II
Le gouvernement Espot Zamora I est le gouvernement de la principauté d'Andorre du 16 mai 2019 au 17 mai 2023. Il est formé à la suite des élections législatives de 2019 et il est dirigé par Xavier Espot Zamora.

## Formation
Le parti Démocrates pour Andorre arrive en tête élections législatives de 2019 mais ne possède plus la majorité absolue. Une alliance entre Démocrates pour Andorre et Libéraux d'Andorre est formée et Xavier Espot Zamora est chargé de former un gouvernement.

## Composition
| Ministère                                                                 | Ministre                 | Parti | Parti |
| ------------------------------------------------------------------------- | ------------------------ | ----- | ----- |
| Chef du gouvernement                                                      | Xavier Espot Zamora      |       | DA    |
| Ministre de la Présidence, de l'Économie et des Entreprises               | Jordi Gallardo Fernàndez |       | L'A   |
| Ministre des Finances Porte-parole du gouvernement                        | Èric Jover Comas         |       | DA    |
| Ministre des Affaires étrangères                                          | Maria Ubach Font         |       | DA    |
| Ministre de la Justice et de l'Intérieur                                  | Josep Maria Rossell Pons |       | CC    |
| Ministre de l'Aménagement du territoire                                   | Jordi Torres Falcó       |       | DA    |
| Ministre des Affaires sociales, du Logement et de la Jeunesse             | Víctor Filloy Franco     |       | L'A   |
| Ministre de l'Environnement, de l'Agriculture et du Développement durable | Silvia Calvó Armengol    |       | DA    |
| Ministre du Tourisme                                                      | Verònica Canals Riba     |       | L'A   |
| Ministre de la Santé                                                      | Joan Martínez Benazet    |       | DA    |
| Ministre de l'Éducation et de l'Enseignement supérieur                    | Ester Vilarrubla Escales |       | DA    |
| Ministre de la Culture et des Sports                                      | Sílvia Riva González     |       | DA    |
| Ministre de la Fonction publique et de la Réforme de l'Administration     | Judith Pallarés Cortés   |       | L'A   |